# Sumido
Sumido es un barrio ubicado en el municipio de Cayey en el estado libre asociado de Puerto Rico. En el Censo de 2010 tenía una población de 802 habitantes y una densidad poblacional de 193,05 personas por km².

## Geografía
Sumido se encuentra ubicado en las coordenadas 18°5′20″N 66°10′22″O / 18.08889, -66.17278. Según la Oficina del Censo de los Estados Unidos, Sumido tiene una superficie total de 4.15 km², que corresponden a tierra firme.

## Demografía
Según el censo de 2010, había 802 personas residiendo en Sumido. La densidad de población era de 193,05 hab./km². De los 802 habitantes, Sumido estaba compuesto por el 78.68% blancos, el 11.6% eran afroamericanos, el 0.62% eran amerindios, el 3.49% eran de otras razas y el 5.61% pertenecían a dos o más razas. Del total de la población el 99.63% eran hispanos o latinos de cualquier raza.